# Türkgücü München
A Türkgücü München (teljes nevén: Türkgücü München eingetragener Verein) egy németországi labdarúgócsapat. A müncheni török közösség alapította a klubot 2009-ben a Türkischer SV 1975 München és az ATA Spor München egyesülésével. A Türkischer SV 1975 az SV Türk Gücü München utódja volt 2001-ben, mivel a klub fizetésképtelenné vált.

## Története
A török bevándorlók által 1975-ben alapított Türkgücü (ami török hatalmat jelent) erős bajor gyökerekkel rendelkezik, melyek a klub címerében is megtalálhatók : a török és a bajor zászló fele-fele arányban. Ők egyike a németországi etnikai és bevándorló klubok százainak.
A Türkgücü München az első olyan klub, amelyet bevándorlók alapítottak és elérték a profi szintet.

## Játékoskeret
Frissítve: 2020. október 8.
| #  |     | Poszt | Név               |
| -- | --- | ----- | ----------------- |
| 1  | GER | K     | René Vollath      |
| 2  | KOR | V     | Yi-Young Park     |
| 3  | GER | V     | Kilian Jakob      |
| 5  | GER | KP    | Benedikt Kirsch   |
| 7  | GER | KP    | Alexander Laukart |
| 8  | GER | KP    | Ünal Tosun        |
| 9  | GER | CS    | Lucas Röser       |
| 10 | TUR | CS    | Sercan Sararer    |
| 11 | GER | KP    | Sebastian Maier   |
| 13 | GER | V     | Alexander Sorge   |
| 14 | FRA | CS    | Mounir Bouziane   |
| 15 | GER | V     | Maxime Awoudja    |
| 17 | GER | KP    | Kilian Fischer    |
| 18 | GER | KP    | Boubacar Barry    |
| 19 | GER | CS    | Furkan Kircicek   |
| 20 | GER | CS    | Noel Niemann      |
| 21 | MNE | CS    | Omar Sijarić      |

| #  |     | Poszt | Név               |
| -- | --- | ----- | ----------------- |
| 22 | GER | V     | Aaron Berzel      |
| 23 | AUT | V     | Stefan Stangl     |
| 24 | AUT | KP    | Philipp Erhardt   |
| 25 | CRO | CS    | Petar Slišković   |
| 26 | GER | K     | Franco Flückinger |
| 27 | GER | KP    | Amani Mbaraka     |
| 28 | GER | CS    | Kerem Kavukg      |
| 29 | GER | KP    | Atakan Akkaynak   |
| 33 | GER | V     | Michael Zant      |
| 35 | TUR | V     | Furkan Zorba      |
| 36 | SRB | V     | Filip Kusić       |
| 37 | GER | KP    | Nico Gorzel       |
| 38 | GER | KP    | Fabijan Podunavac |
| 39 | GER | K     | Maximilian Engl   |
| 40 | USA | K     | Jordaine Jäger    |

## Bajnoki múlt
| Szezon  | Liga                        | Osztály | Helyezés | Gólarány | Pont | Feljutás/kiesés |
| ------- | --------------------------- | ------- | -------- | -------- | ---- | --------------- |
| 2001/02 | Landesliga Bayern-Süd       | V       | 019.     | 45:106   | 23   | Csökkenés       |
| 2002/03 | Bezirksoberliga Oberbayern  | VI      | 013.     | 37:44    | 38   |                 |
| 2003/04 | Bezirksoberliga Oberbayern  | VI      | 09.      | 39:44    | 40   |                 |
| 2004/05 | Bezirksoberliga Oberbayern  | VI      | 015.     | 35:54    | 26   | Csökkenés       |
| 2005/06 | Bezirksliga Oberbayern-Ost  | VII     | 011.     | 43:49    | 38   |                 |
| 2006/07 | Bezirksliga Oberbayern-Ost  | VII     | 010.     | 42:42    | 40   |                 |
| 2007/08 | Bezirksliga Oberbayern-Ost  | VII     | 015.     | 33:52    |      | Csökkenés       |
| 2008/09 | Kreisliga München 3         | VII     | 5.       | 48:50    | 45   |                 |
| 2009/10 | Bezirksliga Oberbayern-Nord | VIII    | 08.      | 53:52    | 38   |                 |
| 2010/11 | Bezirksliga Oberbayern-Nord | VIII    | 010.     | 48:59    | 38   |                 |
| 2011/12 | Bezirksliga Oberbayern-Nord | VIII    | 05.      | 65:51    | 50   |                 |
| 2012/13 | Bezirksliga Oberbayern-Nord | VII     | 02.      | 71:28    | 66   | Növekedés       |
| 2013/14 | Landesliga Bayern-Südost    | VI      | 012.     | 57:64    | 43   |                 |
| 2014/15 | Landesliga Bayern-Südost    | VI      | 010.     | 51:68    | 36   |                 |
| 2015/16 | Landesliga Bayern-Südost    | VI      | 011.     | 33:48    | 42   |                 |
| 2016/17 | Landesliga Bayern-Südost    | VI      | 06.      | 59:41    | 49   |                 |
| 2017/18 | Landesliga Bayern-Südost    | VI      | 01.      | 88:40    | 78   | Növekedés       |
| 2018/19 | Bayernliga Süd              | V       | 01.      | 59:30    | 68   | Növekedés       |
| 2019/20 | Regionalliga Bayern         | IV      | 01.      | 51:20    | 54   | Növekedés       |
| 2020/21 | 3. Liga                     | III     |          |          |      |                 |